# Kirikou et la sorcière
Kirikou et la sorcière (Kirikou y la hechicera en Latinoamérica, Kirikú y la bruja en España) es un largometraje de dibujos animados de 74 minutos dirigido por Michel Ocelot en 1998. Es una coproducción entre Francia, Bélgica y Luxemburgo.
El tema principal del lanzamiento japonés es "Hadaka no Kiriku" de Taeko Ōnuki.

## Argumento
Karabá es una horripilante y malvada bruja que domina un poblado en el corazón de África. Kirikú es un niño pequeño, al que pocos toman en serio por su escaso tamaño, pero que es el único que consigue recobrar algunas cosas que la bruja había robado. Es también el único miembro de la tribu que tiene valor para enfrentarse con ella. Es tan listo que nace solo del vientre de la madre y se baña solo.
Es destacable que es un niño que no tiene miedo, que investiga, que se pregunta el por qué de las cosas y que no se conforma con lo que le explican sino que averigua por su cuenta. Kirikú muestra tener alguna suerte de habilidad sobrenatural, ya que es capaz de correr a una increíble velocidad, capacidad que en varias ocasiones le salva de los peligros a los que se enfrenta al hacerle cara a Karabá la hechicera. Kirikú además muestra ser extremadamente inteligente para su edad, dándole las características propias de un personaje de leyenda, dando la impresión de que el film es una adaptación de algún mito africano. Kirikú además es valiente, alegre, sensato y servicial. Mientras otros se dedican a criticar una situación y darle vueltas desde un punto de vista melodramático (tal como pasa en la vida diaria), él ya está buscando y probando una solución al problema.

## Premios
- Festival Internacional de Cine de Animación de Annecy 1999
- Castellinaria 1999
- Chicago Children’s FF 1999
- Cinekid 1999
- Oulu Children’s IFF 1999
- Le Kino! 2000
- Festival Internacional de Cine de Cartagena de Indias 2000
- Montréal Children’s FF 2000
- British Animation Awards 2002